# Ocampo kommun, Guanajuato
Ocampo är en kommun i Mexiko.   Den ligger i delstaten Guanajuato, i den centrala delen av landet, 300 km nordväst om huvudstaden Mexico City.
Följande samhällen finns i Ocampo:
- Ocampo
- San José del Torreón
- Las Trojes
- Fraccionamiento San Antonio
- San Isidro
- Jesús María
- Puerta de la Aguililla
- El Pájaro
- Vista Hermosa
- El Puerquito
- San José del Carmen Sur
- San Francisco
- Puerta de los Guzmán